# Cave
Cave – miejscowość i gmina we Włoszech, w regionie Lacjum, w prowincji Rzym.
Według danych na rok 2004 gminę zamieszkiwało 9519 osób, 559,9 os./km².
Urodził tu się dyplomata papieski abp Antonino Pinci.